# Ettlinger Seitenbahn
| Streckennummer (DB): | 9422                           |                                                                     |                                                                     |
| Kursbuchstrecke (DB): | 1939 und 1966: 311a 1944: 305a |                                                                     |                                                                     |
| Kursbuchstrecke: | 319c (1946)                    |                                                                     |                                                                     |
| Streckenlänge: | 2,27 km                        |                                                                     |                                                                     |
| Spurweite: | 1435 mm (Normalspur)           |                                                                     |                                                                     |
| Streckenklasse: | D4                             |                                                                     |                                                                     |
| Stromsystem: | 750 Volt =                     |                                                                     |                                                                     |
| Stromsystem: | 15 kV 16,7 Hz ~                |                                                                     |                                                                     |
| Maximale Neigung: | 14,370 ‰                       |                                                                     |                                                                     |
| Minimaler Radius: | 145,25 m                       |                                                                     |                                                                     |
| |                                |                                                                     |                                                                     |
| \| \| \| von Mannheim \| \| \| \| 79,600 \| Ettlingen West (ehemals Ettlingen Staatsbahn, Ettlingen Reichsbahn) \| Ettlingen West (ehemals Ettlingen Staatsbahn, Ettlingen Reichsbahn) \| \| \| 80,000 0,000 \| nach Basel, Infrastrukturgrenze DB / AVG \| nach Basel, Infrastrukturgrenze DB / AVG \| \| \| 0,300 \| Abstellanlage Ettlingen West (Bft) \| Abstellanlage Ettlingen West (Bft) \| \| \| 0,388 \| Dieselstraße \| Dieselstraße \| \| \| 0,558 \| Goethestraße \| Goethestraße \| \| \| 0,826 \| Karl-Friedrich-Straße \| Karl-Friedrich-Straße \| \| \| \| ehemaliges Anschlussgleis vom Unternehmen Elba \| \| \| \| 1,158 \| Schleinkoferstraße \| Schleinkoferstraße \| \| \| 1,300 6,400 \| von Karlsruhe \| von Karlsruhe \| \| \| 6,500 \| Ettlingen Erbprinz/Schloss (ehemals Ettlingen Erbprinz) \| Ettlingen Erbprinz/Schloss (ehemals Ettlingen Erbprinz) \| \| \| 7,000 \| Ettlingen Stadt (ehemals Ettlingen Holzhof) \| Ettlingen Stadt (ehemals Ettlingen Holzhof) \| \| \| \| nach Bad Herrenalb \| \| |                                |                                                                     |                                                                     |
| Strecke |                                | von Mannheim                                                        | von Mannheim                                                        |
| Bahnhof | 79,600                         | Ettlingen West (ehemals Ettlingen Staatsbahn, Ettlingen Reichsbahn) | Ettlingen West (ehemals Ettlingen Staatsbahn, Ettlingen Reichsbahn) |
| Abzweig geradeaus und nach rechts | 80,000 0,000                   | nach Basel, Infrastrukturgrenze DB / AVG                            | nach Basel, Infrastrukturgrenze DB / AVG                            |
| Dienststation / Betriebs- oder Güterbahnhof | 0,300                          | Abstellanlage Ettlingen West (Bft)                                  | Abstellanlage Ettlingen West (Bft)                                  |
| Bahnübergang | 0,388                          | Dieselstraße                                                        | Dieselstraße                                                        |
| Bahnübergang | 0,558                          | Goethestraße                                                        | Goethestraße                                                        |
| Bahnübergang | 0,826                          | Karl-Friedrich-Straße                                               | Karl-Friedrich-Straße                                               |
| Abzweig geradeaus und ehemals von links |                                | ehemaliges Anschlussgleis vom Unternehmen Elba                      | ehemaliges Anschlussgleis vom Unternehmen Elba                      |
| Bahnübergang | 1,158                          | Schleinkoferstraße                                                  | Schleinkoferstraße                                                  |
| Abzweig geradeaus und von links | 1,300 6,400                    | von Karlsruhe                                                       | von Karlsruhe                                                       |
| Haltepunkt / Haltestelle | 6,500                          | Ettlingen Erbprinz/Schloss (ehemals Ettlingen Erbprinz)             | Ettlingen Erbprinz/Schloss (ehemals Ettlingen Erbprinz)             |
| Bahnhof | 7,000                          | Ettlingen Stadt (ehemals Ettlingen Holzhof)                         | Ettlingen Stadt (ehemals Ettlingen Holzhof)                         |
| Strecke |                                | nach Bad Herrenalb                                                  | nach Bad Herrenalb                                                  |

Die Ettlinger Seitenbahn ist eine 2,27 Kilometer lange Eisenbahnstrecke in Baden-Württemberg. Die normalspurige, eingleisige und elektrifizierte Nebenbahn wird seit dem 1. April 1957 von der Albtal-Verkehrs-Gesellschaft (AVG) betrieben und verbindet die Bahnstrecke Mannheim–Basel mit der Albtalbahn. Sie verläuft auf ganzer Länge im Ettlinger Stadtgebiet und wies jahrelang keinen planmäßigen Personenverkehr auf. Seit dem 1. Mai 2022 verkehrt an Sonn- und Feiertagen der Freizeitexpress Albtäler von Menzingen/Odenheim über Bruchsal, Karlsruhe Hbf und Ettlingen West nach Bad Herrenalb und zurück.

## Geschichte

### Eröffnung
Im Zuge der Errichtung der Badischen Hauptbahn durch die Großherzoglich Badischen Staatseisenbahnen erhielt Ettlingen 1844 nur einen peripher gelegenen Bahnhof an jener, circa drei Kilometer vom Ort entfernt. Da dieser die Verkehrsbedürfnisse im Zuge der fortschreitenden Industrialisierung nicht befriedigen konnte, bemühte sich Ettlingen 1884 schließlich um den Bau einer Stichstrecke. Doch zeigte die Staatsbahn an einer solchen Seitenbahn kein Interesse, weshalb die Stadt selbst als künftige Eigentümerin der Privatbahn die Konzession beantragte, die am 11. April 1885 vom Großherzogtum Baden erteilt wurde.
Die zunächst vom Ettlinger Staatsbahnhof, dem späteren Reichsbahnhof und heutigen Westbahnhof, bis zum Hotel Erbprinz führende Strecke war 1,70 Kilometer lang und wurde am 6. August 1885 amtlich abgenommen. Die Einweihung war eigentlich für den 19. August 1885 vorgesehen, musste aber wegen noch nicht abgeschlossener Arbeiten an Bahnsteighalle und Bahnsteig verschoben werden. Die feierliche Eröffnung erfolgte letztlich am Sonntag, den 25. August 1885, ab dem Folgetag wurde die Strecke regelmäßig befahren. Am 15. Juli 1887 folgte schließlich die 0,57 Kilometer lange Erweiterung zum Bahnhof Ettlingen Holzhof, dem heutigen Bahnhof Ettlingen Stadt. Mit der Verlängerung wurde der temporäre Endbahnhof Erbprinz zum Haltepunkt degradiert und fungiert heute nur noch als Bahnhofsteil des benachbarten Bahnhofs Ettlingen Stadt.
Die Baukosten für die Gesamtstrecke betrugen 112.300 Mark, die Betriebsführung auf der Seitenbahn übernahmen anfangs die Großherzoglich Badischen Staatseisenbahnen mit zwei Lokomotiven der badischen Gattung I d. Die Nassdampf-Tenderlokomotiven besaßen die ungewöhnliche Achsfolge 1A und waren speziell für den Einsatz auf der Ettlinger Strecke gebaut worden. Anfangs verkehrten täglich 17 Zugpaare, darunter sowohl Zubringerzüge bis Ettlingen Staatsbahnhof als auch durchgehende Züge bis Karlsruhe Hauptbahnhof, letztere im Bereich der Hauptbahn auf Rechnung der Staatsbahn. Zunächst beförderte die Ettlinger Seitenbahn dabei nur Personen, Traglasten, Reisegepäck und Hunde.

### Ergänzung durch die Albtalbahn

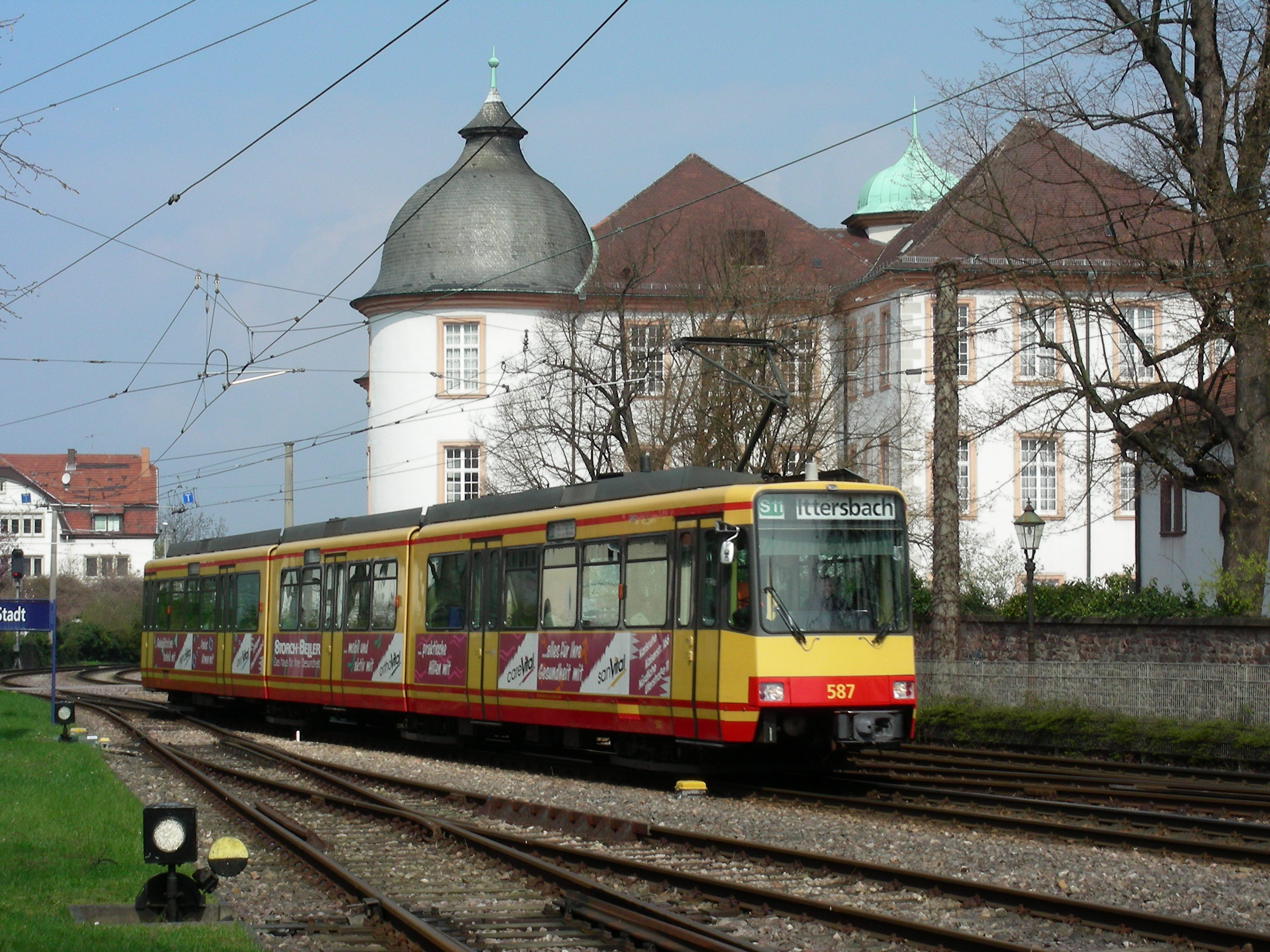
Die Strecke beim Ettlinger Schloss, in diesem Bereich verläuft sie bereits gemeinsam mit der Albtalbahn

Angesichts des wachsenden Berufsverkehrs zwischen Ettlingen und Karlsruhe war eine Ausweitung des Zugangebotes zwischen beiden Städten wegen der begrenzten Kapazitäten auf der Badischen Hauptbahn nicht möglich. Deshalb eröffnete die Westdeutsche Eisenbahn-Gesellschaft (WeEG) am 1. Dezember 1897 die meterspurige Albtalbahn und übernahm auch die Ettlinger Seitenbahn. Ab dem 31. Dezember 1898 war dann für beide Strecken die wenige Wochen zuvor gegründete WeEG-Tochtergesellschaft Badische Lokal-Eisenbahnen (B.L.E.A.G.) zuständig. Im Zusammenhang mit dem Bau der Albtalbahn erhielt die Ettlinger Seitenbahn ein Dreischienengleis und wurde 1903 mit 550 Volt Gleichstrom elektrifiziert, wobei sie schon ab dem 29. August 1911 mit Einphasen-Wechselstrom 8800 Volt 25 Hz betrieben wurde.
Infolge der direkten Verbindung via Rüppurr verlor die Seitenbahn, die ab 1. Januar 1932 analog zur Albtalbahn der Deutschen Eisenbahn-Betriebsgesellschaft (DEBG) gehörte, zunehmend an Bedeutung. Im Zuge der Umspurung der Albtalbahn auf Normalspur entfiel 1958 zunächst die zusätzliche Meterspurschiene, am 21. Mai 1966 endete der reguläre Personenverkehr und die Strecke verlor in den 1970er Jahren ihre Oberleitung. Unabhängig davon begannen die Ulmer Eisenbahnfreunde (UEF) ebenfalls in den 1970er Jahren damit, die Seitenbahn an einigen Tagen im Jahr mit historischen Dampfzügen zu befahren.

### Erneute Elektrifizierung
Erst mit der Errichtung des Karlsruher Stadtbahn-Netzes gewann die Ettlinger Seitenbahn wieder etwas an Bedeutung. Damit die in der Region eingesetzten Zweisystemstadtbahnwagen der Albtal-Verkehrs-Gesellschaft ihre Hauptwerkstatt in Ettlingen von Beginn an aus eigener Kraft erreichen konnten, wurde die Strecke zum 10. April 1991 erneut mit Gleichstrom elektrifiziert, wobei die Spannung diesmal 750 Volt betrug. Die Systemtrennstelle zur Wechselstromfahrleitung der Deutschen Bahn AG befindet sich unmittelbar beim Bahnhof Ettlingen West. Als Nebenprodukt der erneuten Elektrifizierung verkehrte außerdem bis zum 20. September 1998 ein als Albtal-Express bezeichneter sonntäglicher Ausflugszug von Menzingen über Karlsruhe Hauptbahnhof und Ettlingen West nach Bad Herrenalb, wobei Zweisystemwagen der Typen GT8-100C/2S und GT8-100D/2S-M zum Einsatz kamen.
Seit dem 11. Dezember 2022 verkehrt der „Freizeitexpress Albtäler“ (FEX) ganzjährig an allen Sonn- und Feiertagen mit einer Zugfahrt, seit dem 10. Dezember 2023 dann mit zwei Zugfahrten zwischen Karlsruhe Hauptbahnhof und Bad Herrenalb.
Die Strecke wird heute im Zugmeldebetrieb betrieben, wobei beide Endbahnhöfe Zugmeldestellen sind. Der Bereich der Abstellanlage Ettlingen West wird durch ein Elektronisches Stellwerk der Bauart MCDS in Ettlingen Stadt gesteuert.

## Mögliche Reaktivierung
Die Seitenbahn wurde in der vergleichenden Potenzialuntersuchung des Landes als eine von 42 Strecken auf Reaktivierung untersucht. Ihr wurde im November 2020 ein sehr hohes Nachfragepotenzial mit Priorität 3 (1–3) beschieden.